# Lisebergslinjen

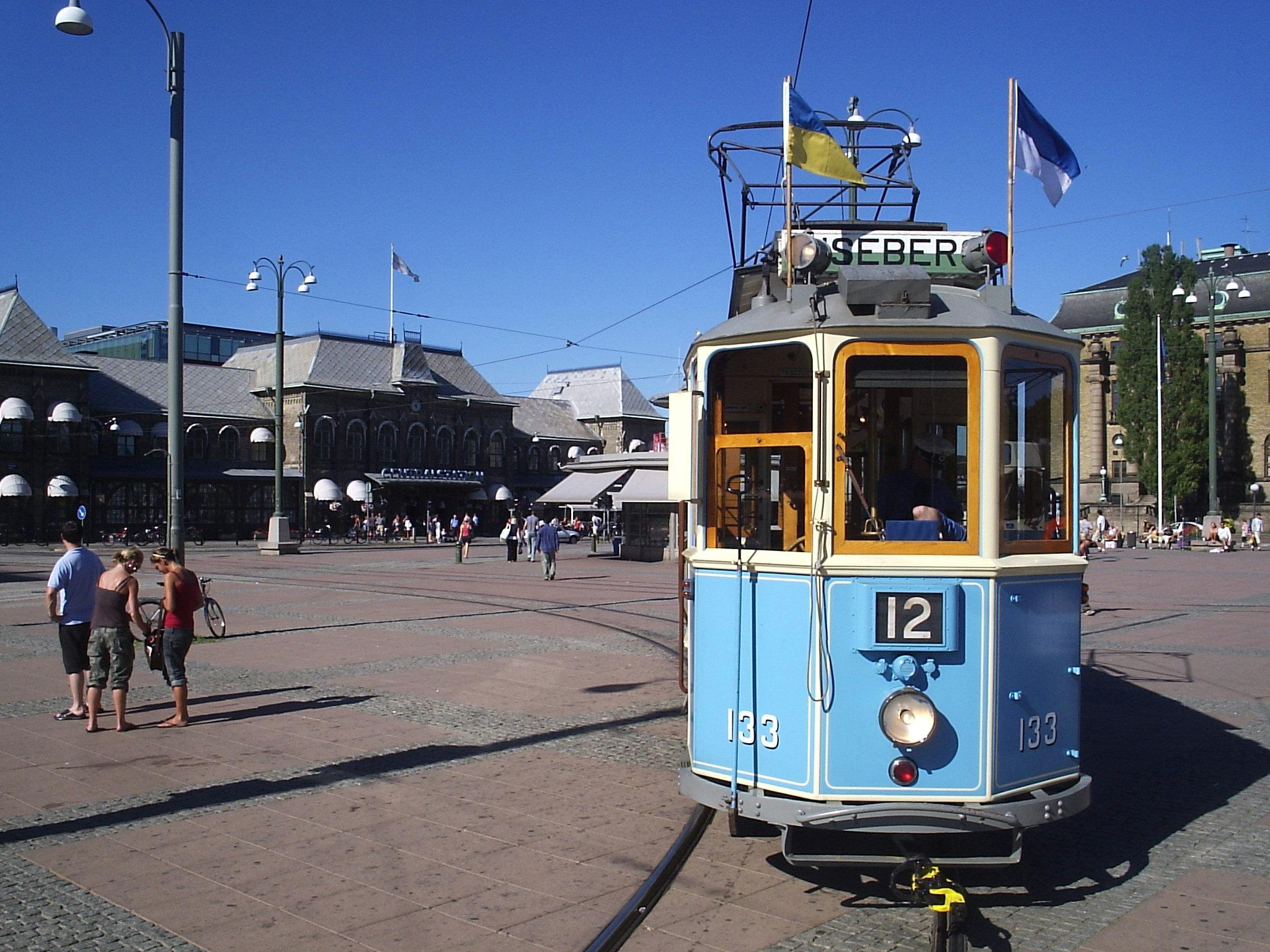
Lisebergslinjen vid Drottningtorget, vagn 133 från 1920.

Lisebergslinjen är en museispårvägslinje i Göteborg. Den drivs av Spårvägssällskapet Ringlinien i samarbete med Göteborgs spårvägar AB och Trafikkontoret Göteborg och går mellan Centralstationen och Liseberg och vidare till Sankt Sigfrids Plan där den vänder. Lisebergslinjen går i samtrafik med Göteborgs spårvägars ordinarie spårvagnar på ordinarie trafikspår.

## Trafik
Lisebergslinjen trafikeras varje sommar och vinter med gamla spårvagnar från Göteborgs över 130 år gamla spårvägshistoria. De äldsta vagnarna på linjen är från 1902 och 1907. De yngsta är från 1940-talet, men även 60-tals spårvagnar av typen M25 har trafikerat linjen. Ringlinien bedriver trafiken ideellt.
Trafik bedrivs efter tidtabell, vanligtvis på lördagar i april, maj och juni, dagligen under juli och första veckan i augusti, sedan lördagstrafik tills nöjesfältet stänger för säsongen. Lördagstrafik bedrivs också i december då Liseberg har julöppet. Trafikperioderna kan variera från år till år, och även vagntyper kan variera, allt efter årstid, trafikmängd, väderlek och tillgång på trafikpersonal.

## Spårvagnar
Vanligtvis trafikeras linjen av Ringliniens mindre tvåaxliga vagnar, med eller utan tillkopplad släpvagn. Klart populärast varma sommardagar är vagn 43 eller vagn 15, båda från 1902, med tillkopplad öppen sommarsläpvagn 507 från 1906. Vanliga vagnar på linjen är också de typiska göteborgsvagnarna 92, 129 och 133 (133, se bild). Under regniga dagar, samt under vintertrafiken, ser man ofta fyraxliga boggivagnar, antingen den ärorika Långedragsvagnen MB01 208 från 1928, eller mustangerna från sent fyrtiotal. Undantagsvis har man också kört M25 på Lisebergslinjen någon enstaka gång, men denna anses vara för modern.

## Linjenummer och skyltning
- Linjen har nummer 12, vita siffror på svart botten.
- Destinationsskyltarna är idag antingen röd/vita eller grön/vita med svart text.
- På sikt kommer alla skyltarna att bli röd/vita, möjligen kan Lisebergslinjen tilldelas ett nytt linjenummer, då 12 i framtiden kan komma att användas av GS på en ny linjesträckning.

Lisebergslinjen ses idag som en kortvändande variant av linje 5, och följer femmans linje från Brunnsparken till Sankt Sigfrids plan. Därför har linjen röd och vit linjefärg (röd som femman, vit som extravagn), linjenummer 12 har traditionsmässigt tilldelats extravagnar på denna sträcka.

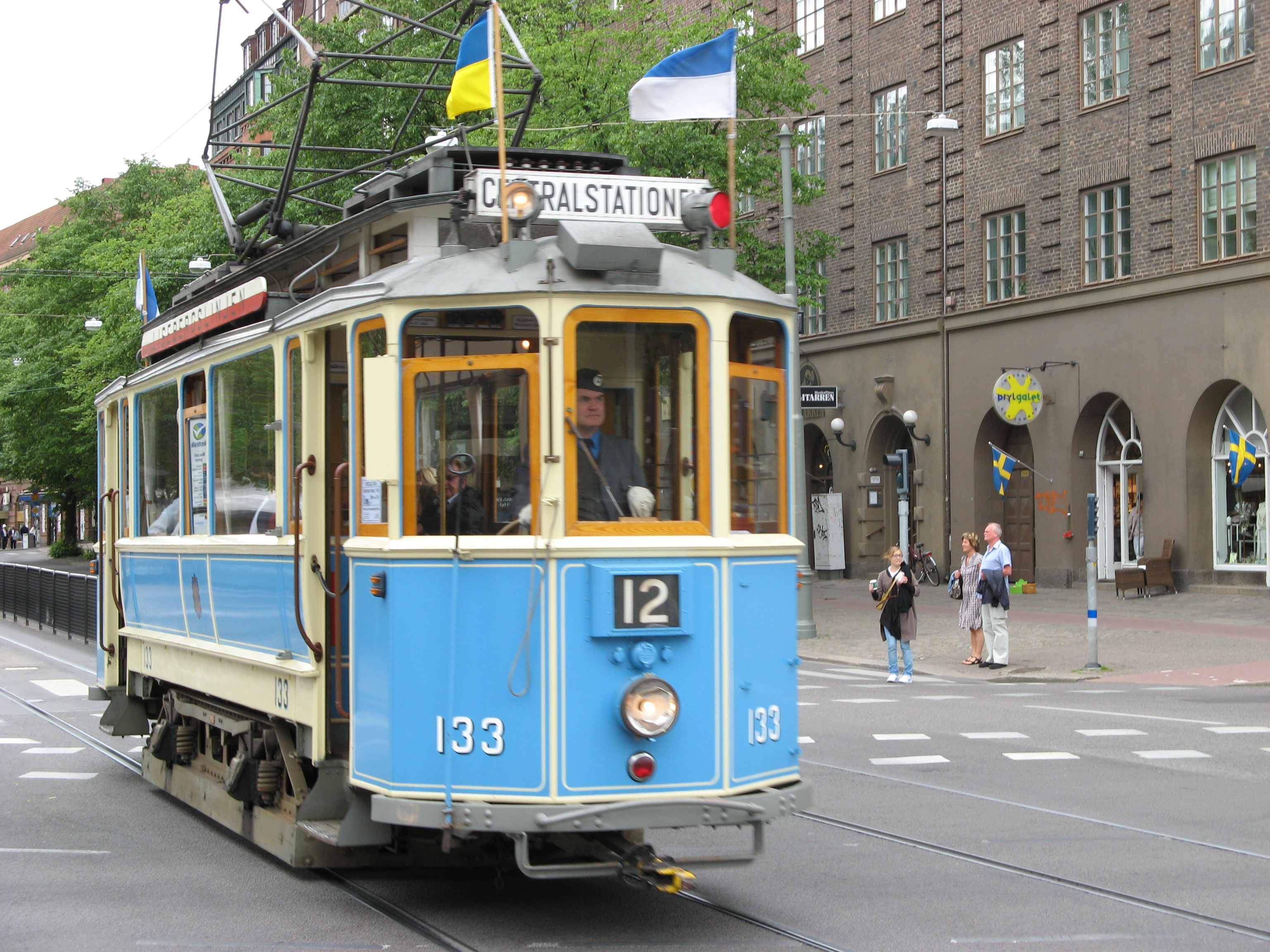
Vagn 133 på Lisebergslinjen vid Berzeliigatan.

## Flaggning
Förutom korrekt skyltning flaggas även vagnarna. Standardflaggningen är den blåvita GS-flaggan och en blå och gul flagga. På olika länders nationaldagar byts den blå-gula flaggan ut mot aktuell nationsflagga. Det händer också att abonnemangsvagnarna flaggas med utländska flaggor, efter önskemål, då man har utländska gäster ombord.

## Signaler
Förare och konduktörer kommunicerar via signalklocka.
Föraren kan uppmärksamma allmänhet och andra trafikanter genom signal i vagnens utsignalklocka, och på långedragsvagnarna medelst tryckluftsvissla (utanför "stadsgränsen").
Signallinorna i de flesta vagnars tak är endast avsedda för förare eller konduktör. För passagerare finns istället en knapp monterad i väggen som passageraren kan trycka på när denne vill stiga av. Enbart i M23 Mustanger och M25 tillåts passagerarna dra i signallinan då de vill gå av vid "nästa hållplats".
Exempel:
- 1 "pling" från konduktör till förare: vi har avstigande på nästa hållplats.
- 1 "pling" från förare till konduktör: jag behöver samtala med dig, kom fram till främre plattformen.
- 2 "pling" från konduktör till förare: klarsignal, vi är färdiga att lämna hållplatsen. Då släpvagn är tillkopplad börjar släpvagnskonduktören att signalera, därefter motorvagnskonduktören då denne är klar, därefter kan föraren starta.
- 2 "pling" från förare till konduktör: det finns resenärer stående på främre plattformen som inte har erlagt taxa, kom till främre plattformen och tag betalt.
- 3 "pling" eller mer, från konduktör till förare: Efterstopp, nödstopp etc. Någonting har inträffat, stanna omedelbart!
- 1 "pling" i förarens utsignalklocka: vagnen kommer att starta.

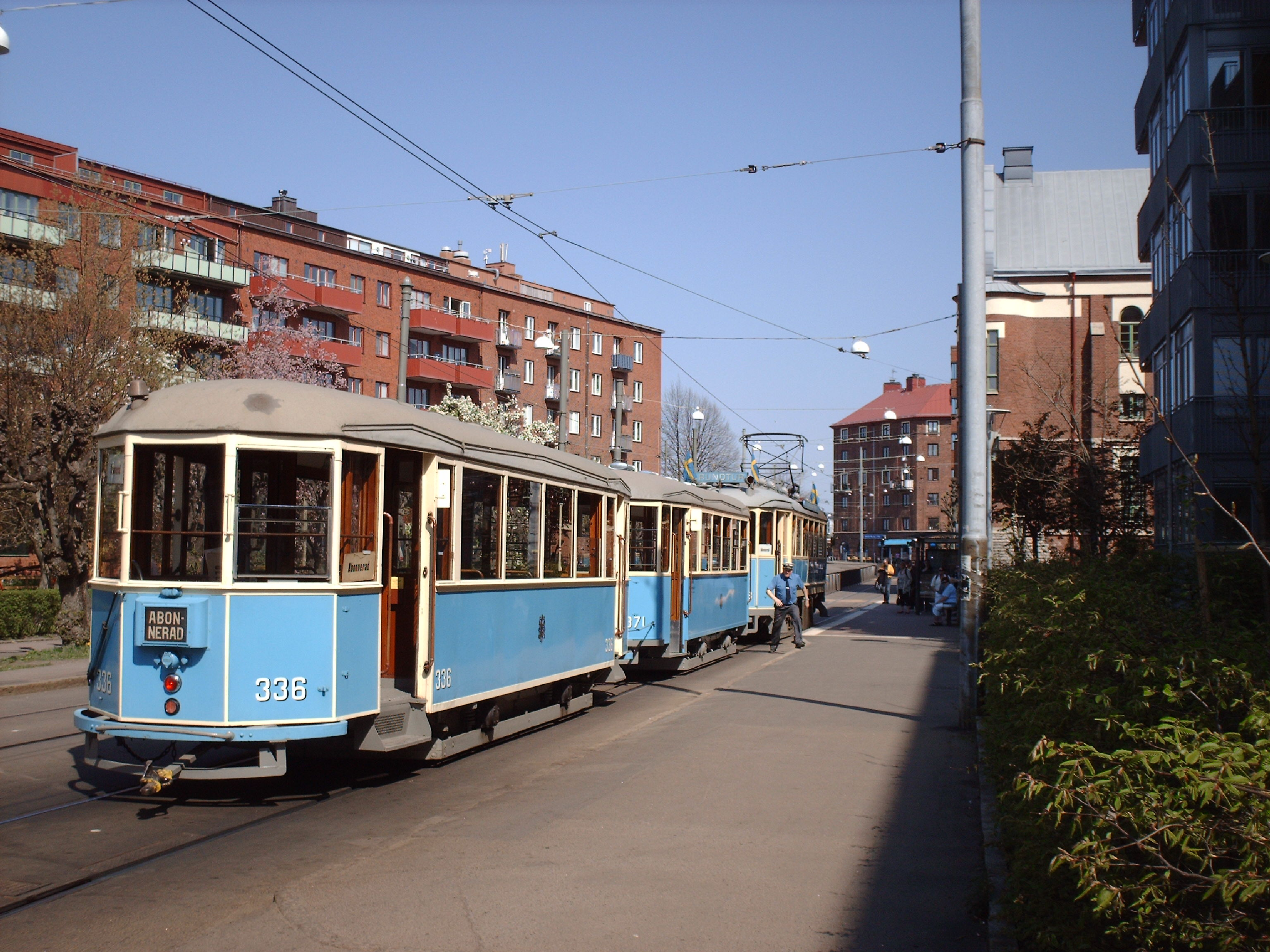
Trevagnarståg, vagnarna 336, 371 och 208 på Stampgatan, på väg hem till Gårdahallen.

Innan start från hållplats med tåg bestående av; motorvagn och släpvagn företages en procedur med "pling-pling" från släpvagnskonduktören, "pling-pling" från motorvagnskonduktören samt "pling" från föraren, därefter startar tåget.
Komplikationer uppstår lätt då två tåg med olika riktning, avgår samtidigt från samma hållplats, eller då cyklister med kraftiga ringklockor signalerar i närheten av vagnarna. Det har hänt att konduktörer har blivit akterseglade på hållplatsen då föraren startat övertygad att han hört en klarsignal från den egna konduktören.

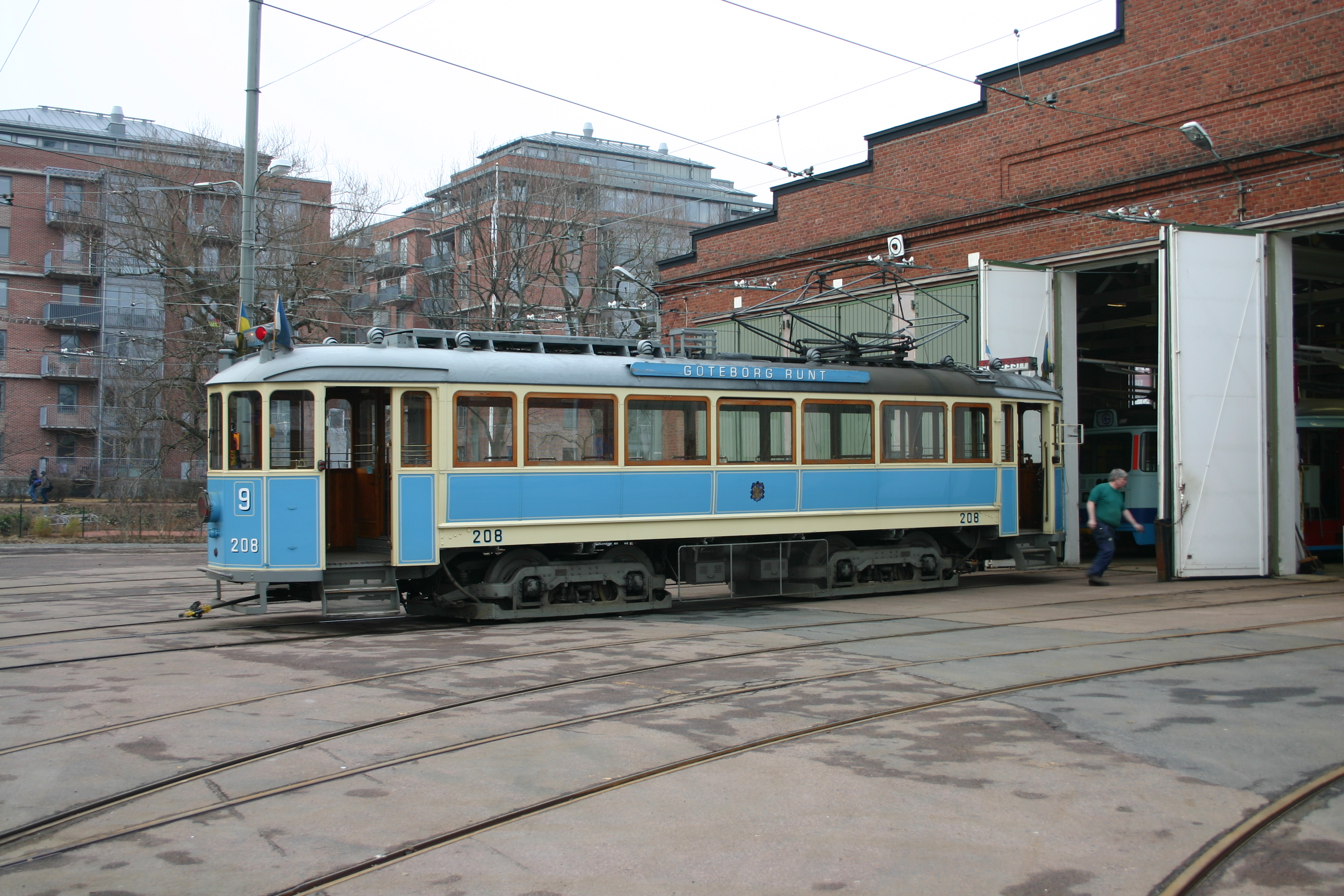
Stor Långedragsvagn, Mb01 208 är relativt vanlig på Lisebergslinjen, främst under jultrafiken. Här fotograferad utanför Gårdahallen.

## Linjesträckning
Lisebergslinjen följer linje 5:s sträckning mellan Brunnsparken och Sankt Sigfrids plan.
Mellan Drottningtorget och Brunnsparken följer linjen Norra Hamngatan. På tillbakavägen kan det hända att vagnen istället åker på Södra Hamngatan istället, detta främst på ingående vagnar. På förmiddagarna under sommartrafiken går vagnarna över Skånegatan, (Liseberg-Ullevi södra-Scandinavium-Drottningtorget/Centralstationen), på vägen tillbaka till Drottningtorget, detta då det oftast inte är så många resenärer tillbaka till centrum.

### Linjebeskrivning
Resan börjar eller slutar på Drottningtorget/Centralstationen där Lisebergslinjen och Ringlinien har en egen hållplats framför Hotel Eggers. Nästa hållplats är Brunnsparken i Norra Hamngatan. 
Efter denna hållplats svänger linjen till vänster över Fontänbron och upp på Östra Hamngatan, till hållplatsen Kungsportsplatsen, där man kan beskåda Kopparmärra. När konduktören slagit klarsignal fortsätter vagnen sedan upp på Kungsportsavenyn eller bara Avenyn som göteborgarna kallar sin paradgata. 
Här stannar vagnen sedan vid Valand för att fortsätta upp till Engelbrektsgatan och sedan vidare ut på Södra vägen, i S-kurvorna här kan det gnissla ordentligt från vagnens hjul. Berzeliigatan kommer vi sedan till, här är det inte alls säkert att vagnen stannar, om man inte säger till konduktören, Ringlinens konduktörer har för (o)vana att slå klarsignal i farten, då det är sällsynt med av- eller påstigande på denna hållplats. 
Sedan kommer man fram till Korsvägen där man kan gå av om man vill besöka Svenska Mässan, Universeum eller Världskulturmuseet. 
Resande till Liseberg sitter kvar till nästa hållplats, som ligger precis utanför Lisebergs huvudentré. Vagnen fortsätter dock till Sankt Sigfrids Plan där den vänder. Det går bra att åka med dit om man vill, och tillbaka till Drottningtorget/Centralstationen på samma biljett.

#### Alternativ vid störningar i trafiken

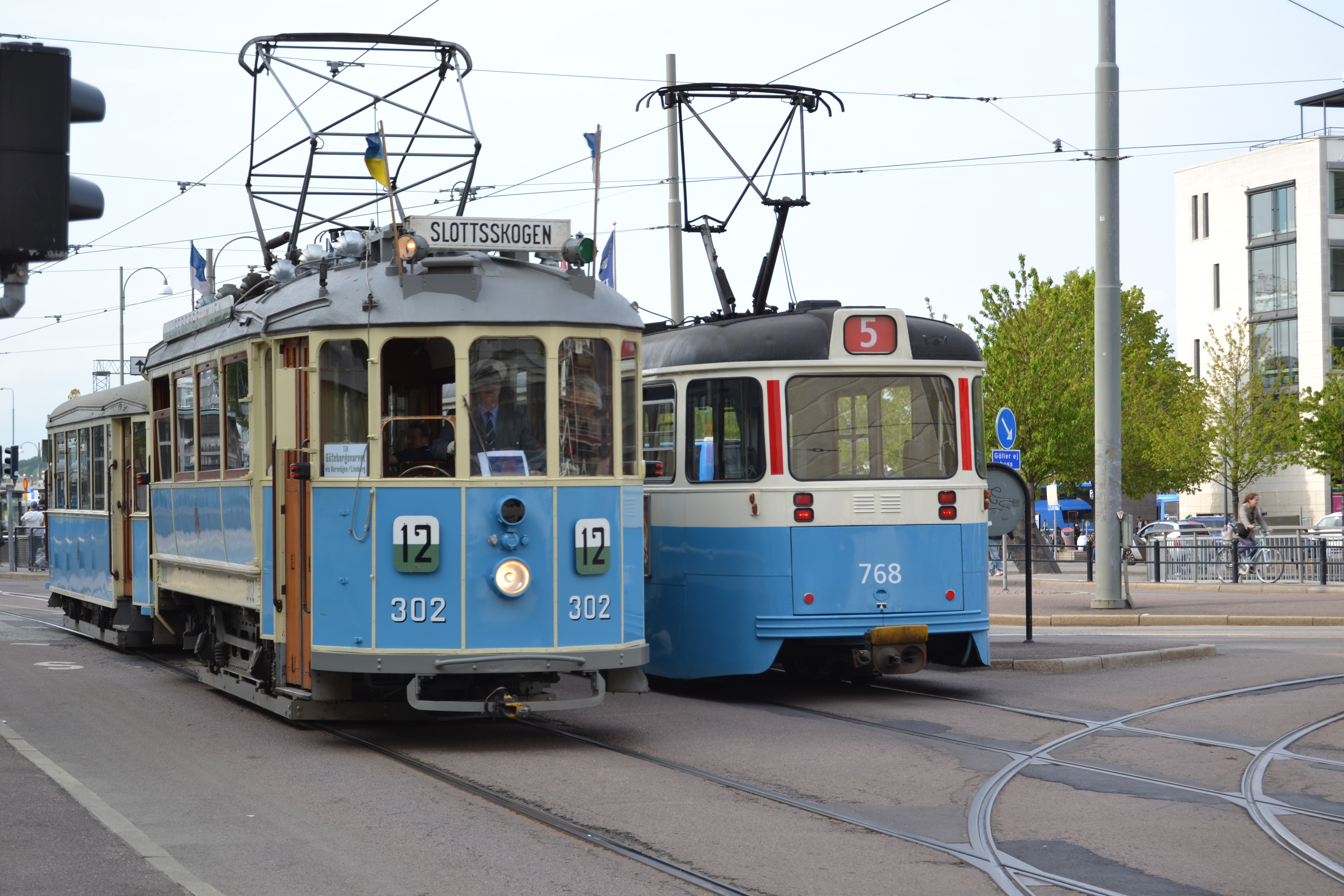
"Korttjock" Långedragsvagn M8 302 med limpsläp.

- På förmiddagarna händer det att linjen tidtabellsenligt går tillbaka till Centralstationen/Drottningtorget över Skånegatan med hållplatserna Scandinavium och Ullevi södra.
- Vid större trafikstörningar kan man gå tillbaka till centrum via Torp/Kålltorp, Redbergsplatsen, Svingeln och Centralstation/Drottningtorget.
- Vid trafikstörningar eller planerade evenemang kan det hända att man kör över Grönsakstorget, Vasa-Viktorigatan och Valand.
- Undantagsvis har det också hänt att vändning skett på Wieselgrensplatsen då detta inte kunnat ske på Drottningtorget-Centralstationen.
- Vid trafikdagens slut går det bra att följa med ingående vagnar till Ullevi Norra eller reservhållplatsen vid Svingeln.

## Personal
Lisebergslinjens vagnar är bemannade med förare och minst en konduktör. Då vagnarna medför släpvagn finns det också en konduktör på denna. Vissa turer med den stora Långedragsvagnen har två konduktörer eller en konduktör och en biljettör.
Föraren kör vagnen, konduktören tar betalt och viserar resenärernas biljetter. Konduktören ansvarar för säkerheten ombord på vagnen. När alla kommit på eller av, slår konduktören klarsignal i signalklockan och föraren kan starta vagnen och köra till nästa hållplats. Det förekommer även att yngre medlemmar säljer vykort på vagnarna.
Alla som jobbar på Lisebergslinjen gör det ideellt, alltså helt utan ekonomisk ersättning.
Förare och konduktör måste uppfylla Transportstyrelsens hälsokrav och vara fyllda 18 år för konduktör och 20 år för förare. Biljettören kan i princip vara en underårig konduktör, eller en äldre konduktör eller förare som inte längre klarar de högt ställda hälsokraven. Konduktörerna är ofta också utbildade som rangerförare, de får då flytta vagnar inom depåområdet och koppla ihop tåg.
- Förare, säkerhetsutbildad, utbildad på den aktuella vagntypen, uppfyller hälsokraven.
- Konduktör, säkerhetsutbildad, utbildad på den aktuella vagntypen, utbildad i taxesystemet, uppfyller hälsokraven.
- Biljettör, utbildad i taxesystemet.

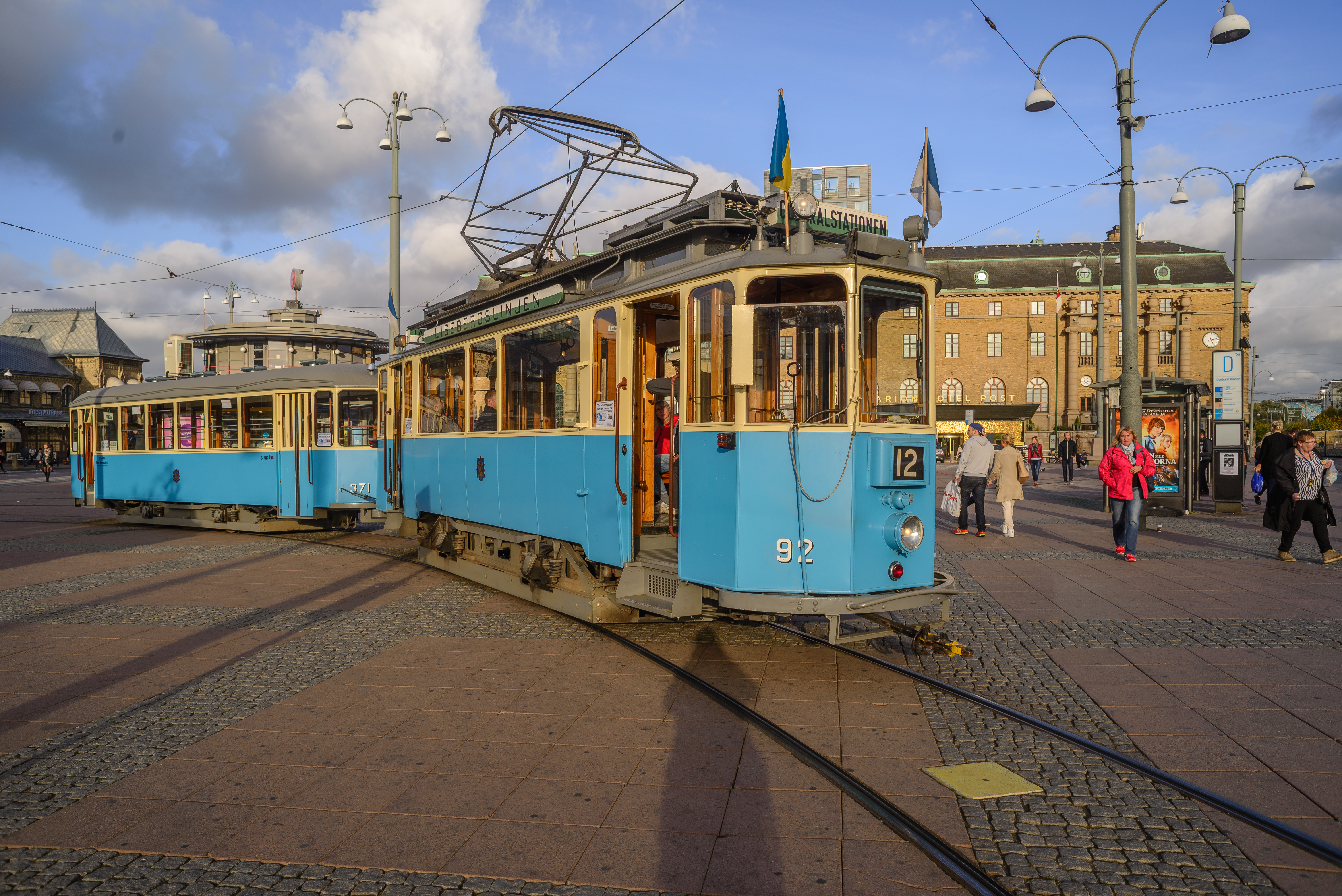
Lisebergslinjen vid Drottningtorget.